# Tiago Pereira (athlétisme)
Tiago Pereira (né le 19 septembre 1993 à Lisbonne) est un athlète portugais, spécialiste du triple saut.

## Biographie
En 2021, Tiago Pereira porte son record personnel à 17,11 m à Gateshead. Il est éliminé lors des qualifications des Jeux olympiques d'été de Tokyo.
Il se classe 9e des Championnats du monde d'athlétisme en salle 2022, et remporte cette même année la médaille de bronze des championnats ibéro-américains et des Jeux méditerranéens.

## Palmarès

### International
| Date | Compétition                    | Lieu     | Résultat | Temps   |
| ---- | ------------------------------ | -------- | -------- | ------- |
| 2022 | Championnats du monde en salle | Belgrade | 9e       | 16,46 m |
| 2022 | Championnats ibéro-américains  | La Nucia | 3e       | 16,71 m |
| 2022 | Jeux méditerranéens            | Oran     | 3e       | 16,90 m |
| 2022 | Championnats d'Europe          | Munich   | 8e       | 16,60 m |
| 2024 | Championnats du monde en salle | Glasgow  | 3e       | 17,08 m |

### National
- Championnats du Portugal :
  - Vainqueur en 2019-2024
- Championnats du Portugal en salle :
  - Vainqueur en 2015, 2019, 2022, 2023, 2024

## Records
| Épreuve     | Temps   | Lieu      | Date            |
| ----------- | ------- | --------- | --------------- |
| Triple saut | 17,11 m | Gateshead | 13 juillet 2021 |